# Scarlett O'Hara (cocktail)

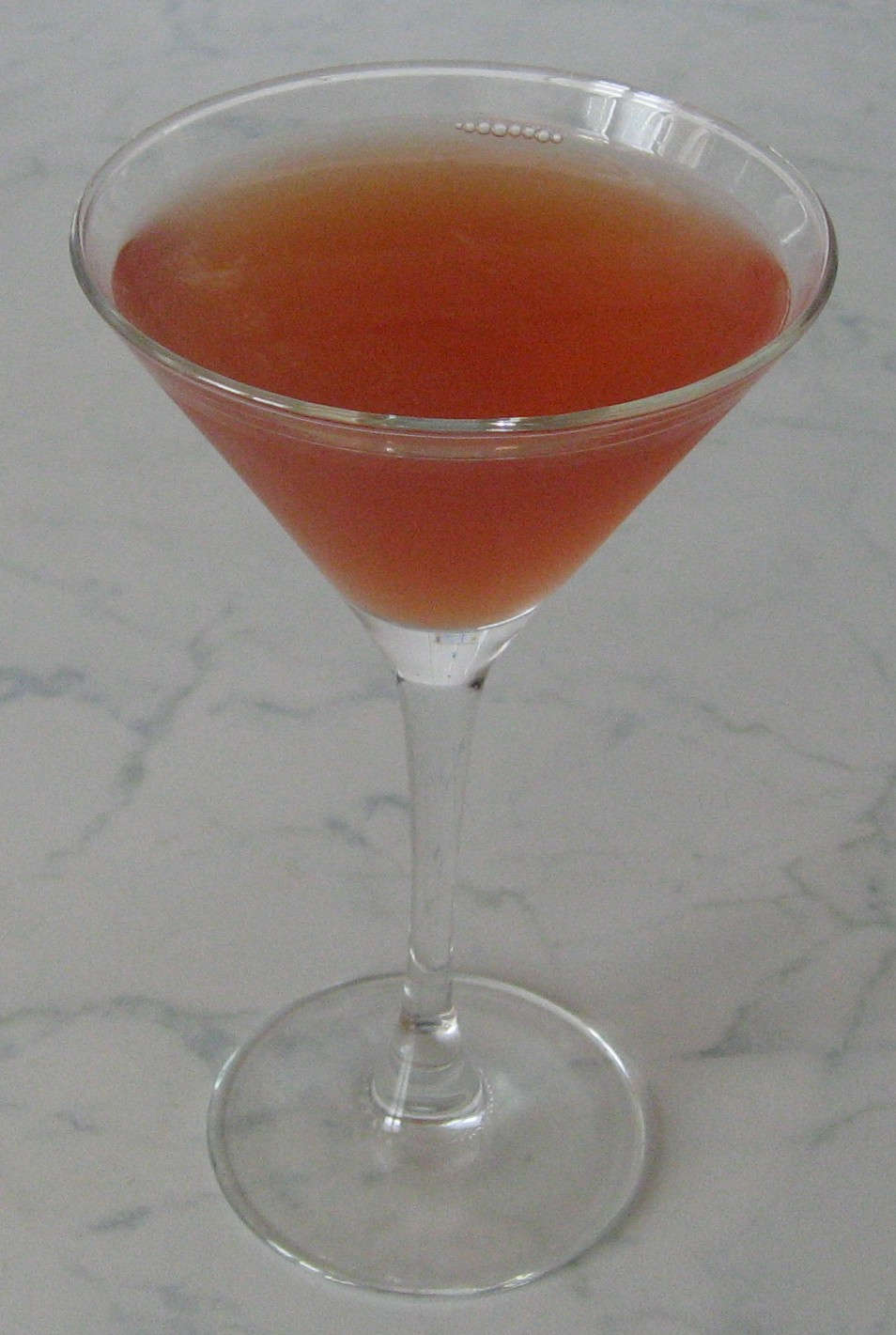
Uno Scarlett O'Hara

Lo Scarlett O'Hara è un cocktail a base di liquore southern style al whisky, cranberry e lime. La sua storia è legata al film Via col vento, da cui trae nome dell'omonimo personaggio, ed al successo del marchio di whisky Southern Comfort. È, inoltre, considerato informalmente il cocktail simbolo della Georgia.

## Storia
Lo Scarlet O'Hara fu ideato al ristorante Lindy's di New Orleans in occasione dell'uscita del film Via col vento. Il cocktail ebbe un discreto successo, tanto da aiutare il marchio Southern Comfort a guadagnare popolarità, diventando uno dei suoi signature cocktail.

## Composizione

### Ingredienti
- 4,5 cl di liquore southern style al whisky (es. Southern Comfort)
- 4,5 cl di succo di cranberry
- 1,5 cl di succo di lime

### Preparazione
Versare tutti gli ingredienti in uno shaker con ghiaccio, scuotere e filtrare in una coppetta da cocktail. Guarnire eventualmente con una fetta o scorza di lime.

## Descrizione
Lo Scarlett O'Hara è un coktail fruttato e leggero (13% alc. circa) adatto come dopocena estivo. Il gusto del cranberry è preponderante, con note citriche date dal lime. Il whisky southern style, oltre al vigore alcolico, contribuisce alla dolcezza della bevanda.

## Varianti
Lo Scarlett O'Hara può essere composto con diverse quantità degli ingredienti, onde renderlo più o meno leggero. Per quanto riguarda le varianti, questo cocktail non ha veri e propri derivati; piuttosto possono esservi cocktail dai sentori molto simili, quali ad esempio il Cosmopolitan, oppure l'utilizzo di ingredienti alternativi succedanei quali il liquore alla pesca al posto del whisky southern style o la granatina in vece del cranberry. 

### Rhett Butler
Il Rhett Butler è un cocktail ideato insieme allo Scarlett O'Hara e ispirato all'omonimo personaggio. Questa versione ha riscosso, però, un successo leggermente inferiore, rispetto al corrispettivo "femminile". La composizione prevede:
- 4,5 cl di liquore southern style al whisky
- 3,0 cl di liquore all'arancia (triple sec, curaçao, cognac all'arancia)
- 1,5 cl di succo di lime
- 1,5 cl di succo di limone

Ne risulta una bevanda più esperidata e dal tenore alcolico più alto. Esistono modifiche che ne riducono il grado alcolico o ammorbidiscono l'aroma agrumato tramite la variazione delle parti o con l'aggiunta di sciroppo di zucchero o succo di cranberry.